# Biofixació de diòxid de carboni

Corymbia ficifolia, a Tasmània, Austràlia.

La biofixació de diòxid de carboni (en anglès: biosequestration) és la captura i emmagatzematge de diòxid de carboni a través de processos biològics.
Això pot ser per increment de la fotosíntesi (a través de pràctiques com la reforestació o la prevenció de la desforestació i enginyeria genètica); per augmentar la fixació de carboni al sòl en agricultura; o la cultura d'es algues per tal d'absorbir les emissions de diòxid de carboni. La biofixació és un procés natural que ja ha ocorregut en el passat i és el responsable de la formació dels extensos dipòsits de carbó i petroli. És un concepte clau en la mitigació del canvi climàtic.
La biofixació és una de les maneres per treure diòxid de carboni de l'atmosfera terrestre. A costat hi ha la capacitat dels oceans d'emmagatzemar-ne (amb la conseqüent acidificació); la formació de minerals rics en CO₂ així com els processos industrials per extraure diòxid de carboni de l'atmosfera, que es troben encara en fase experimental.

## La importància de les plantes en emmagatzemar diòxid de carboni

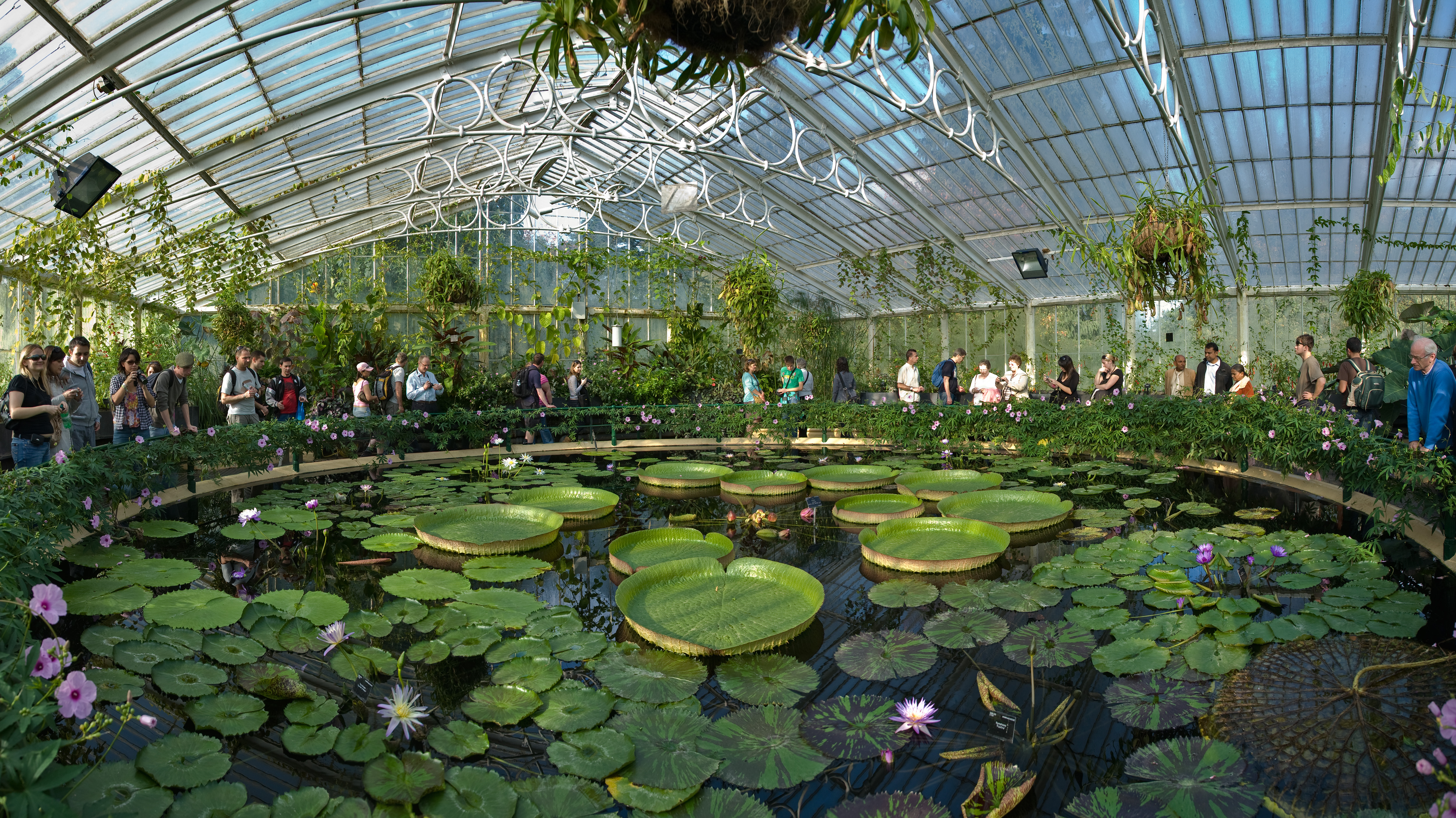
Jardins de Kew David Iliff, 2008

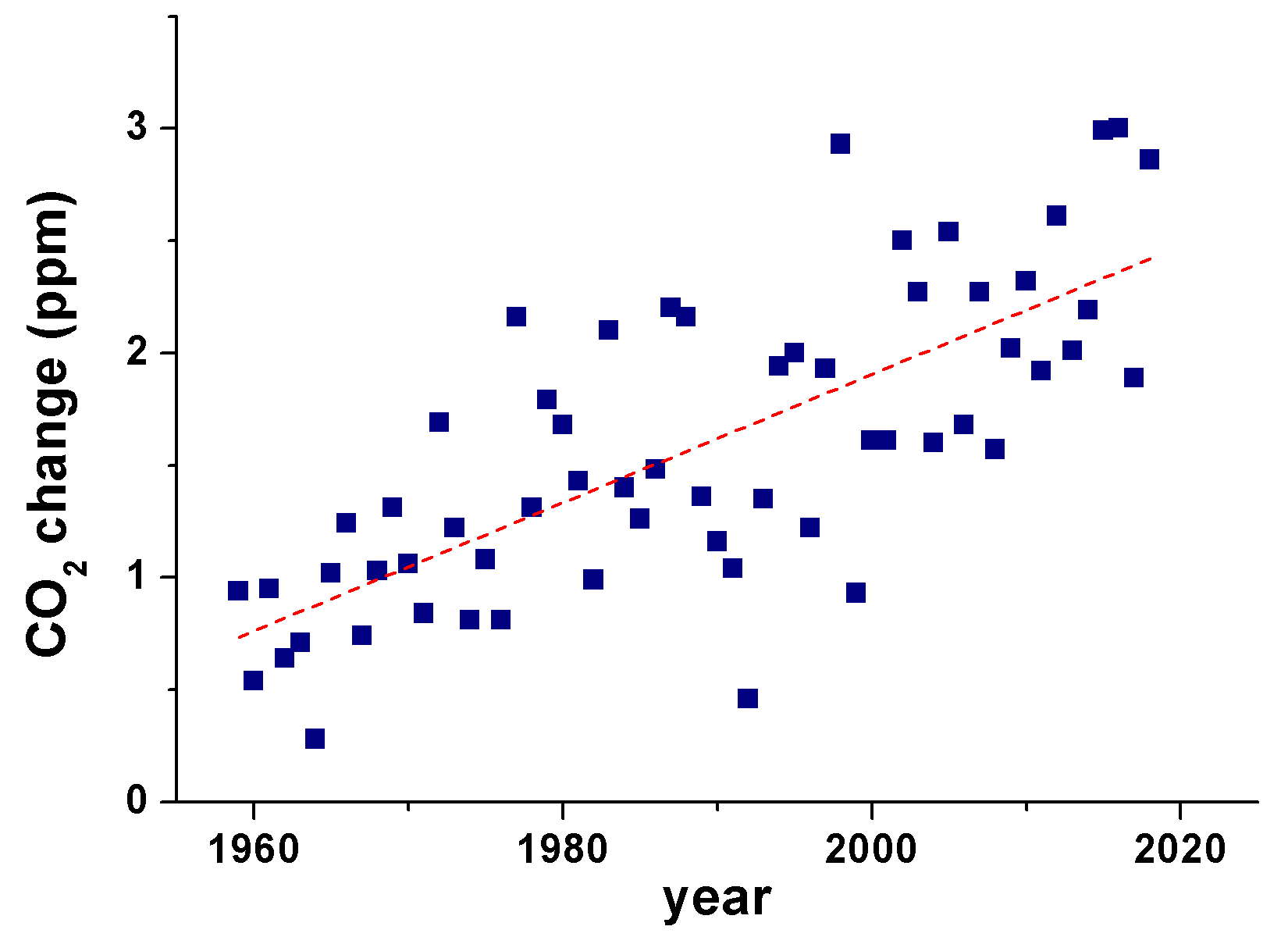
Increment de CO₂ en anys recents

Després del vapor d'aigua, el diòxid de carboni és el més abundant i estable dels gasos hivernacles en l'atmosfera, el metà ràpidament reacciona i forma vapor d'aigua i diòxid de carboni.
La reforestació i la reducció de la desforestació pot incrementar la biofixació de dues maneres. Primer es pot augmentar les superfícies del bosc, segon en conrear i millorar espècies per augmentar-ne la densitat de carboni. L'ús de biocombustibles (d'origen forestal o de conreu) que substitueixin combustibles fòssils, poden contribuir a reduir les emissions, a condició que se'n fa una gestiò sostenible.
Per potenciar la fotosíntesi es fan recerques per canviar genèticament l'enzim RuBisCO en les plantes per incrementar-ne l'activitat catalítica o d'oxigenació. Les plantes amb metabolisme de fixació de carboni del tipus via de 4 carbonis representen uns 5% de la biomassa de la terra i un 1% de les espècies de plantes conegudes, però representen un 30% de la fixació de carboni terrestre.